# Our Lady of Victories
Our Lady of Victories Basilica är en katolsk kyrka som är belägen i stadsdelen Camberwell i Melbourne. Kyrkan är en av fem kyrkor i Australien som har status mindre basilika.

## Kyrkobyggnaden
Byggnaden uppfördes i romansk stil efter ritningar av arkitekt Augustus Andrew Fritsch. Grundstenen lades den 25 maj 1913 och den 6 december 1918 togs byggnaden i bruk. Konsekreringen ägde rum den 25 maj 1925. Kyrkan består av ett långhus med nordvästlig-sydöstlig orientering med ingång i nordväst. Ovanför koret i sydost finns en stor kopparklädd kupol som är krönt med en gyllene staty föreställande Jungfru Maria.

## Inventarier
Orgeln är byggd 1920 av T.W. Magahy & Son i Cork, Irland.